# One Man Revolution
One Man Revolution è il primo album in studio del cantautore The Nightwatchman, alter ego dello statunitense Tom Morello. Il disco è stato pubblicato nell'aprile 2007.

## Tracce
Testi e musiche di Tom Morello.
1. California's Dark – 3:59
2. One Man Revolution – 3:24
3. Let Freedom Ring – 5:19
4. The Road I Must Travel – 3:50
5. The Garden of Gethsemane – 4:02
6. House Gone Up in Flames – 3:23
7. Flesh Shapes the Day – 3:43
8. Battle Hymns – 4:35
9. Maximum Firepower – 4:19
10. Union Song – 3:15
11. No One Left – 3:32
12. The Dark Clouds Above – 2:22
13. Until the End – 4:23